# Pythagorisme (esoterie)
Het Pythagorisme als esoterische stroming bloeide weer op in de 20e eeuw, hoewel de grondvesten hiervan in de 19de eeuw te zoeken zijn.

## Actuele Ordes van Pythagoreërs
- Ordo Hermetis Trismegisti
- Ordo Hermetis Tetramegisti

## Bekende moderne Pythagoreërs
- Arturo Reghini
- Marcel Brocatus
- François Bruyninckx
- Georges de Lagrèze
- Hubert De Ley
- Luis Fitau
- Hobart Huson
- Jean Mallinger
- Sar Helios
- Sar Succus
- François Soetewey
- Elie Verheyen
- Frederik Spruyt
- Nicolas Wolff
- Leslie Ralph